# Hans-Joachim Förster
Hans-Joachim Förster (* 1. August 1955) ist ein ehemaliger deutscher Fußballspieler.

## Spielerkarriere
Hans-Joachim Förster spielte zunächst für die SG Oleftal/Eifel, bevor der frühere Jugendnationalspieler in die Amateurabteilung von Hertha BSC wechselte. Bei Hertha spielte er in der Saisonvorbereitung 1975 zweimal unter Georg Keßler. Allerdings konnte er sich nicht durchsetzen und kam erst am letzten Spieltag der Bundesliga-Saison 1976/77 in der Partie beim 1. FC Saarbrücken zu seinem Pflichtspiel-Debüt. Eine Woche später wurde Förster im DFB-Pokal-Finale gegen den 1. FC Köln nach 112 Minuten für Gerhard Grau eingewechselt. Da die Partie 1:1 endete, musste sie zwei Tage später wiederholt werden. Förster kam jedoch bei der 0:1-Niederlage im Niedersachsenstadion nicht zum Einsatz. Zur Spielzeit 1977/78 kam Kuno Klötzer als neuer Trainer, der Hertha am Saisonende auf Platz drei führte. Förster wurde dabei allerdings nur fünfmal eingesetzt, wobei ihm ein Tor gegen den VfB Stuttgart gelang. 1978/79 konnte Hertha in der Liga nicht an die Leistungen der Vorsaison anknüpfen. Stattdessen zog man im UEFA-Pokal ins Halbfinale ein. Dort bestritt Förster das Hinspiel bei Roter Stern Belgrad, welches mit 0:1 verloren wurde. Beim mit 2:1 gewonnenen Rückspiel stand er ebenso wenig auf dem Platz wie im Finale des DFB-Pokals, welches nach Verlängerung mit 0:1 gegen Fortuna Düsseldorf verloren wurde. 1979/80 gehörte Hans-Joachim Förster zunächst zur Stammelf und bestritt 18 der ersten 19 Partien. Unter dem neuen Trainer Helmut Kronsbein kam er danach aber nicht mehr zum Zuge und konnte so den Abstieg nicht verhindern. Daraufhin verließ Hans-Joachim Förster Hertha BSC.